# Wye (Kent)
Wye ist ein Dorf in der englischen Grafschaft Kent. Wye liegt am Great Stour zwischen den Ortschaften Canterbury und Hastings und bildet einen Teil der Gemeinde (Civil Parish) Wye with Hinxhill. Das Parish hat rund 2300 Einwohner.

## Wye College

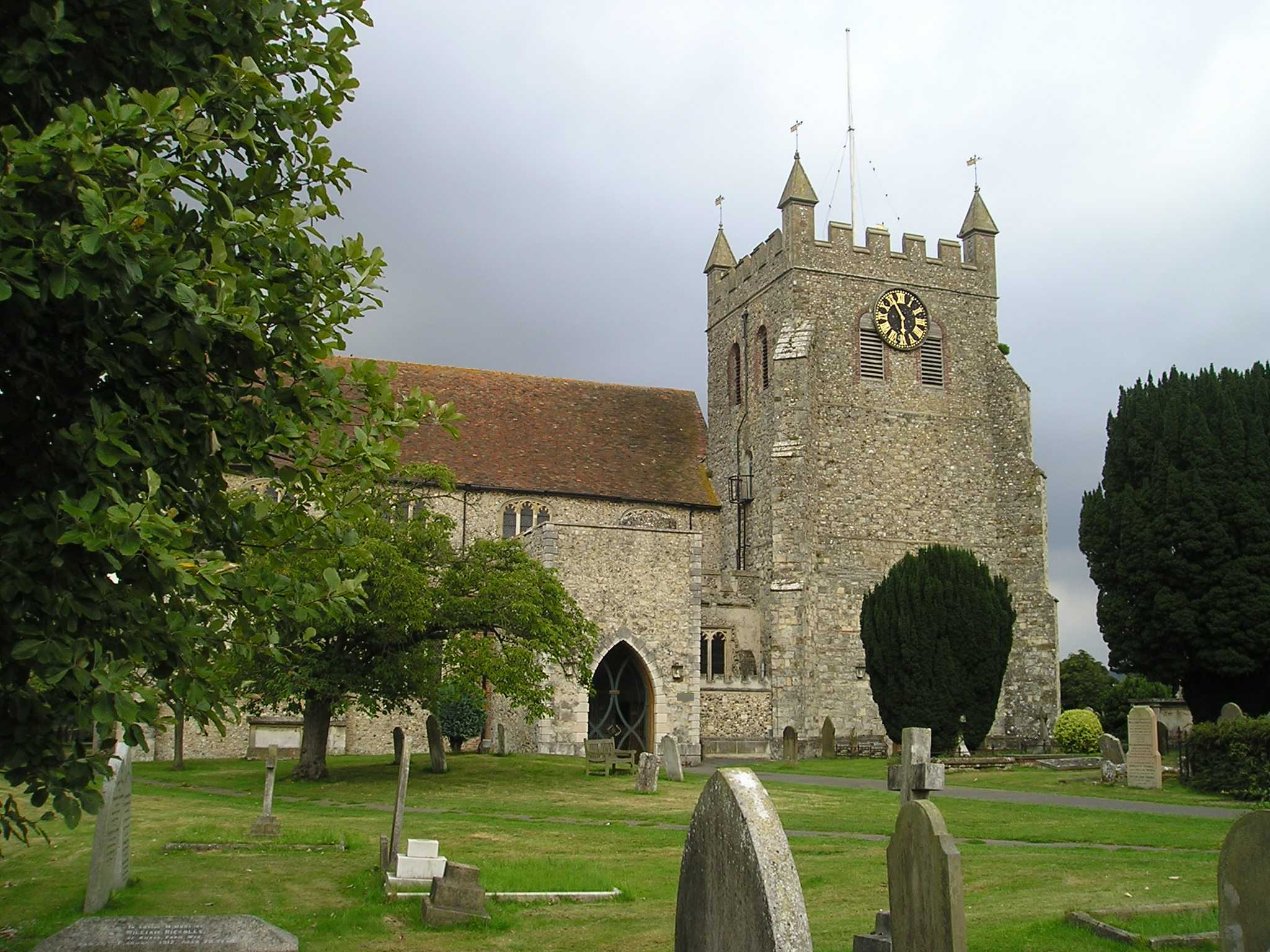
Pfarrkirche St. Gregor und Martin

Das Wye Campus des Imperial College of London wurde 1447 vom Erzbischof von Canterbury und Lordkanzler John Kemp als Lateinschule gegründet. 1898 wurde das College zur University of London als Schule für Landwirtschaft eingegliedert. Ein bekannter Absolvent ist John Seymour.

## Sehenswürdigkeiten
- Die Pfarrkirche St. Gregor und Martin
- Wye Crown – Auf den North Downs östlich des Dorfes wurde zur Ehren der Thronbesteigung Eduard VII. 1902 eine Krone in die Kreide gekratzt.

## Bekannte Einwohner
- Aphra Behn (1640–1689), Schriftstellerin
- John Kemp (1380–1454), Erzbischof von Canterbury und Lordkanzler
- Catherine Macaulay (1731–1791), Historikerin und Frauenrechtlerin

1779 wurde in Wye der Arzt Charles Scudamore, Lehrer von Alfred Baring Garrod, geboren.